# Agents of Storm
Agents of Storm est un jeu vidéo de stratégie développé par Remedy Entertainment et édité par Flaregames, sorti en 2014 sur iOS.

## Accueil
- Canard PC : 2/10[1]
- Pocket Gamer : 4/10[2]